# Conrad Robertson
Conrad Christian Robertson (* 27. Dezember 1957 in Devonport, Neuseeland) ist ein ehemaliger neuseeländischer Ruderer, der 1984 Olympiasieger im Vierer ohne Steuermann wurde.
Der 1,89 m große Robertson vom North Shore Rowing Club in Auckland erreichte bei den Ruder-Weltmeisterschaften 1978 auf dem neuseeländischen Lake Karapiro den achten Platz im Zweier mit Steuermann. Im Jahr darauf saß Robertson im neuseeländischen Achter, mit dem er bei den Ruder-Weltmeisterschaften 1979 in Bled die Silbermedaille hinter dem Achter aus der DDR gewann. 1980 schloss sich Neuseeland dem Olympiaboykott zahlreicher westlicher Staaten an.
An den Ruder-Weltmeisterschaften 1981 in München nahm Robertson wieder mit dem neuseeländischen Achter teil, der den siebten Platz in der Gesamtwertung belegte. 1983 fanden die Weltmeisterschaften erneut in der Bundesrepublik Deutschland statt. In Duisburg starteten Conrad Robertson, Keith Trask, Gregory Johnston, Les O’Connell mit Steuermann Brett Hollister im Vierer mit Steuermann und gewannen den Titel vor dem Boot aus der DDR. Im Jahr darauf boykottierten die Ostblockländer außer Rumänien die Olympischen Spiele in Los Angeles. Les O’Connell, Conrad Robertson, Shane O’Brien und Keith Trask gewannen bei der Olympiaregatta den ersten Vorlauf im Vierer ohne Steuermann, im zweiten Vorlauf siegte das US-Boot. Im Finale siegten die Neuseeländer mit über zwei Sekunden Vorsprung vor den Amerikanern.
Conrad Robertson wechselte 1985 zum Skullrudern und belegte bei den Ruder-Weltmeisterschaften 1985 den zwölften Platz mit dem neuseeländischen Doppelvierer. Damit endete Robertsons internationale Laufbahn. Auf nationaler Ebene blieb Robertson noch einige Jahre aktiv. So siegte er von 1987 bis 1989 mit Eric Verdonk bei den Landesmeisterschaften im Doppelzweier. Conrad Robertson übernahm später in Warkworth den Bootsbauerbetrieb seiner Familie.